# Synagoga Ohel Jakow w Częstochowie
Synagoga Ohel Jakow w Częstochowie (z hebr. Namiot Jakuba) – synagoga znajdująca się w Częstochowie przy Alei Najświętszej Marii Panny 12.
Synagoga została założona w 1890 roku z inicjatywy stowarzyszenia Ohel Jakow. Podczas II wojny światowej hitlerowcy zdewastowali synagogę.